# ارنست هاس (روابط بین‌الملل)
ارنست هاس (انگلیسی: Ernst B. Haas; ۱۹۲۴ – ۶ مارس ۲۰۰۳) دانشمند علوم سیاسی در زمینه روابط بین‌الملل آمریکایی بود. او استاد حکمرانی در دانشکدهٔ علوم سیاسی دانشگاه کالیفورنیا بود. ارنست هاس از جمله بنیان‌گذاران مکتب نوکارکردگرایی در روابط بین‌الملل بود.
وی همچنین از جمله برندگان کمک‌هزینه گوگنهایم بود.